# Трудови лагери в Северна Корея
Трудовите лагери в Северна Корея са места за лишаване от свобода както на криминални, така и на политически затворници. Като обща характеристика, те се отличават с изключително тежки битови условия, непосилен труд, системно недохранване, нехуманно поведение, физически и психически тормоз, като на практика в тях се използва робски труд в полза на държавата и господстващата идеологическа класа. Основно могат да се разделят на два типа: за криминални деяния – т.нар. лагери Кьо хва со, и за политически – Кван ли со. Според руския изследовател на правата на човека в Северна Корея Андрей Ланков , властите строго спазват разпределянето на затворниците към двата типа лагери и в досъдебното производство подходът към тях е различен. Докато криминалните престъпници (извършили деяния, за които биха били санкционирани и в други страни) получават съдебен процес, имат право на защита и им се произнася присъда, то политическите затворници, или по-точно хората, набедени че са извършили политическо престъпление спрямо севернокорейския режим, биват откарвани от домовете им под стража, подлагат се на изнурителни разпити докато признаят „вината си“ и нямат никакво право на юридическа защита. Срокът им на пребиваване в Кван ли со е неустановен и зависи единствено от преценката на властите. В същото време битовите и трудовите условия в двата вида лагери не се различават съществено. Принудителните трудови лагери са обект на постоянно наблюдение от Амнести Интернешънъл  ,
Хюман Райтс Уоч , от Комитета за човешки права в Северна Корея (базиран в САЩ) 

## Възникване
Първите лагери възникват почти веднага след насаждането на Ким Ир Сен от СССР  за премиер (1948) в съветската окупационна зона, като броят им се увеличава след Корейската война (1953). Изградени са по сталински образец и в тях се въдворяват противници на режима на Ким Ир Сен, който се стреми да укрепи властта си. Това са бивши едри земевладелци, търговци и фабриканти, колаборанти на японските окупатори, привърженици на южнокорейския режим, пленени военни, воювали на страната на Южна Корея, религиозни дейци, както и активисти на опозиционни партии и явни противници на колективизацията и национализацията. По-късно, доста партийни членове и държавни дейци на Северна Корея също попадат в лагери по време на периодичните чистки в Трудовата партия на Корея (от 1958 г. и следв.), при възкачването на власт на поредния ръководител – Ким Чен Ир (1994) и Ким Чен Ун (2011), с което трябва да се гарантира „единството на корейския народ“ и Партията да се очисти от „вражески елементи“. В лагери са въдворявани и лица, произнесли критики или съмнения в решенията на партията и правителството, в идеите чучхе, сонгун или периодичните кампании, като напр. чхолима. По-късно, след 1990 г., вероятно в лагерите Кван ли со попадат и някои севернокорейски дипломати, специалисти и студенти, станали в чужбина свидетели на разпада на Съветския съюз и на страните от съветския блок, защото са считани за евентуални проводници на „вредни“ идеи. Въдворяват се в лагери и заловени бегълци през границата, но и хора, слушащи чужди радиостанции, заспали на събрание, неизразили ярко скръбта си при кончината на поредния вожд, или действали невнимателно с картина на вожда или с вестник, в който е публикувана снимката му. Не са редки и случаите на попадане в лагер по донос, когато някой е наклеветен, че е враг на народа (с цел клеветникът да заеме поста или жилището му).

## Описание
Трудовите лагери за криминални или политически затворници по правило се разполагат в обширни планински долини, обградени отвсякъде с планински вериги. Политическите лагери Кван-ли-со  са с широчина 15 – 30 km и дължина до 50 km, докато лагерите за криминални престъпници са с доста по-малки размери. Отвън са обградени с високи мрежи от бодлива тел и наблюдателни вишки с пряка видимост между съседните две или три. Отвън местността се патрулира от специални армейски части и стражеви кучета. Вътре лагерът е разделен на сектори, които също са обградени – селища с постройки за лагерниците, домове за надзирателите, производствени помещения, складове, селскостопански масиви и т.н. Оценява се, че лагерите за криминални лагеристи помещават до 4 – 6 хиляди затворника, докато политическите лагери кван ли со побират 15 – 50 хиляди затворника. Режимът на придвижване вътре в лагерите се наблюдава стриктно. Отлъчили се затворници, например в опити за търсене на храна, се наказват строго, а хванатите при опит за бягство биват екзекутирани публично пред останалите затворници.

## Битови условия и трудови задължения
Лагеристите живеят в пренаселени бараки, често неотопляеми през зимата, спят на дървени нарове на два или три етажа. В редки случаи е разрешено семейно съжителство в отделни помещения. Храната е некалорична и крайно недостатъчна, особено в условията на тежък физически труд. Санитарно-хигиенните условия са ужасяващи, няма отопление, ток и вода, често една тоалетна се пада на 200 затворника. Новопостъпилите са ужасени от вида на по-старите затворници – от състарения им външен вид, слоя наплъстена мръсотия по лицата и телата им и ужасните дрипи, в които са облечени. Затворниците са лишени от всякакъв контакт с околния свят, писма и преса не са разрешени, но за сметка на това периодично са принуждавани от надзирателите да наизустяват изявления и цитати от „великия вожд“ Ким Ир Сен и „любимия ръководител“ Ким Чен Ир. Не са редки случаите, когато затворници се бият за храна или дрехи на починали лагеристи. Трудовата дейност е разнообразна – лагеристите работят във въглищни, железни, златни и др. мини, в селското стопанство и дърводобива, в животновъдство и промишлеността. Трудовите злополуки са често явление, много затворници се осакатяват по време на работа или са с ампутирани пръсти и крайници поради измръзване през тежките зими. Работи се всеки ден, включително и в неделя, като празнични дни са само Нова година и рождените дни на Ким Ир Сен и Ким Чен Ир. Работният ден е 12 и повече часа, до изпълнение на дневната норма. При неизпълнение се налага намаляване на дневната дажба храна, която и така е недостатъчна. Затворниците, сред които и деца, усилено търсят храна – всякакви годни за ядене плодове и растения, но и насекоми, ларви, гризачи, жаби, гущери и други дребни животни, които могат тайно да хванат и да ги консумират сурови поради страх да не бъдат разкрити, ако запалят огън. За облагодетелствани се смятат работещите в свинеферми, защото могат да намират парченца несмляни остатъци от храна в прасешките изпражнения. В лагерите цари недоверие и подозрителност сред затворниците, клеветите и доносничеството са широко разпространени с цел да се придобие по-добър статут в очите на надзирателите, които поощряват това.

## Лагери Кьо хва со
В лагерите за криминални деяния Кьо хва со (в превод от корейски – изправително учреждение, или за превъзпитание) се задържат лица, които биха били подсъдими и в други страни. Към тях обаче се добавят и контрабандисти на стоки през китайската граница, извършващи нерегламентирана търговия, а също и партийни функционери, работили в производствената или разпределителната сфера за действителни, но и набедени за злоупотреби (де факто вътрешнопартийни чистки). Затворниците получават юридически процес с обвинение и адвокатска защита и им се произнася присъда. В тези лагери обаче битовите и трудовите условия са почти еднакво тежки, както и в политическите Кван ли со. Затворниците извършват тежък труд с минимални хранителни дажби, висок травматизъм и практически отсъствие на лекарска помощ. Смъртността е висока и много затворници умират от изтощение и болести преди изтичане на срока им. „Превъзпитанието“ се извършва вечерно време след работа и се състои в заучаване наизуст на откъси и цитати от Ким Ир Сен и Ким Чен Ир, като на изтощените затворници не им се позволява да си легнат, докато не успеят да повторят цитатите без грешка. Друг прийом е т.нар. „самокритика“, при която посочен от охраната затворник е длъжен да застане на колене пред останалите и да се самокритикува, а затворниците от трудовата му група са длъжни да го „критикуват“. Лагерите Кьо хва со са означени под номера в добавка с името на близкия населен пункт. Към момента функционират следните лагери за изправителен труд:
- № 1 Кечхон, около 6000 затворника, по свидетелство на Ли Сон Ок [7]
- № 2 Тонгрин, неизв. брой затворници, споменат в доклади на Комитета за човешки права в Северна Корея от 2014 и 2018 г., но към момента е с неясен статут. [8]
- № 3 Синъйчжу, 2500 затворника, до китайската граница
- № 4 Кангдонг, 7000 затворника, до столицата Пхенян
- № 6 Сариуън, 4000 затворника, до столицата Пхенян
- № 7 Канге, неизв. брой затворници, до китайската граница
- № 8 Йонгдам, 3000 затворника
- № 9 Хамхън, 500 затворника
- № 11 Чунгсан, 3300 затворника, предимно бегълци през границата
- № 12 Чонгори, 2000 затворника, предимно бегълци през границата
- № 22 Оро (пров. Южен Хамгьон), 6000 затворника, може би закрит през 2008
- № 55 Чонма (пров. Северен Пхьонан), поради пренаселеност вероятно е закрит или голяма част от затворниците са преведени в лагер № 77.
- № 77 Танчхон, 6000 затворника, вероятно затворен, статута му е неизвестен
- № 88 Уънсан, неизв. брой затворници, до Японско море
- Без № Хверьон, 1500 затворника, до китайската граница

## Лагери Кван ли со[9]
Смята се, че през 90-те години броят на лагеристите е бил 150 – 200 хиляди, а към момента те наброяват 80 – 120 хиляди души, т.е. има около двойно намаляване на задържаните по политически причини. Властите на Северна Корея третират въдворените в политическите лагери Кван ли со като „човешка измет“, „недостойни да се нарекат членове на нацията на Ким Ир Сен“ и „врагове на народа“. Към тях се прилага принципът на „колективната семейна отговорност“, което означава, че се наказва не само набеденият за класов враг, но и членовете на семейството му до трето коляно. Тази практика се прилага въз основа изявление на Ким Ир Сен от 1972 г. „Разколниците и класовите врагове, които и да са те, трябва да се изкореняват до три поколения“. Обвинените в политически престъпления спрямо режима се арестуват от домовете им без съд и присъда и без право на каквато и да е правна защита, дори и лична, биват подлагани на изнурителни разпити и изтезания, докато не признаят „вината си“. След признаване на вината те се изпращат в лагерите Кван ли со безсрочно, което означава до живот. По същия начин се постъпва с членовете на семействата им. Те не знаят кой техен роднина е извършил „престъпление“ и в какво точно се състои то. Поради това в лагерите се държат и деца, но и възрастни и болни хора, в повечето случаи обречени на смърт. По показания на бившия охранител Юн Де Ил (забегнал през Китай в Южна Корея), броят арестувани роднини все пак зависи от тежестта на „провинението“. В два от лагерите – Кван ли со № 15 Йодок и №18 Пукчхан съществуват т.нар. сектори за революционизиране. В тях попадат роднини на политически лагеристи с по-леки „престъпления“, които също като криминалните биват принуждавани да заучават цитати на вождовете и имат някаква надежда да бъдат пуснати на свобода при добро поведение и ненарушаване на правилника. Освободените затворници от секторите за революционаризация са длъжни да подпишат декларация, скрепена с пръстови отпечатъци, че няма да разгласяват държавни тайни, т.е. истината за трудовите лагери. Останалите политически затворници са с безсрочни присъди и нямат шанс да излязат, освен чрез бягство. Заловените бегълци биват изтезавани публично и екзекутирани пред лагерниците за назидание. Провинилите се за по-дребни нарушения, като търсене на храна, неизпълнение на нормата и др., се поставят в тъмничен карцер с малки размери, където човек не може да се изправи или да легне в цял ръст, вследствие на което след по-дълъг престой се получава атрофия на мускулите и скорошна смърт.
- № 11 Кьонсон – закрит
- № 12 Онсон – 15 000 лагеристи, закрит след бунт 1989, когато или 5000 от разбунтувалите са били убити, а останалите – преместени, или са избити всички
- № 13 Чонсон – закрит
- № 14 Кечхон – 50 000 лагеристи, вероятно разширен
- № 15 Йодок – закрит през 2014 и по-късно отворен отново и вероятно слят с № 18
- № 16 Хвасон – действащ, 20 000 лагеристи, с площ три пъти по-голяма от Вашингтон Д.С.
- № 18 Пукчхан – действащ, 50 000 лагеристи, вероятно слят с № 14
- № 22 Хверьон – 50000 лагеристи, вероятно затворен след 2012
- № 25 Сънхори – закрит
- № 26 Чонгин – 5000 лагеристи